# Горноуральский
Горноура́льский — посёлок городского типа в Пригородном районе Свердловской области России, спутник Нижнего Тагила. Входит в муниципальный округ Горноуральский, является центром Горноуральской территориальной администрации.
Ранее был административным центром Горноуральского городского округа, а также Горноуральского поссовета Пригородного района.

## География
Посёлок Горноуральский расположен на открытой равнинной местности, в 20 километрах к северо-северо-западу от города Нижнего Тагила, возле реки Лаи, на западном берегу Вернего Лайского пруда. Посёлок примыкает к большому старинному селу Лая, расположенному по обеим берегам Верхнего и Нижнего Лайских прудов. Возле Горноуральского проходит Серовский тракт (автодорога Екатеринбург — Нижний Тагил — Серов). И посёлок, и село Лая находятся к востоку от шоссе. По другую сторону от шоссе, возле железнодорожной ветки Гороблагодатская — Нижний Тагил Свердловской железной дороги находится небольшой посёлок Лая при одноимённой железнодорожной станции, до которого идёт асфальтированная дорога. Близлежащие к Горноуральскому населённые пункты: к северу, вдоль по шоссе расположено небольшое село Малая Лая; к востоку находится небольшое село Балакино.

## История
Посёлок Горноуральский начал строиться в 1961 году. Статус рабочего посёлка (посёлка городского типа) присвоен в 1977 году.
С 1 октября 2017 года согласно областному закону N 35-ОЗ статус изменён с рабочего посёлка на посёлок городского типа (без уточнения разновидности).

## Население
| 1979  | 1989  | 2002  | 2009  | 2010  | 2012  | 2013  |
| ----- | ----- | ----- | ----- | ----- | ----- | ----- |
| 2740  | ↗6164 | ↘4268 | ↗4279 | ↘3972 | ↘3928 | ↘3821 |
| 2014  | 2015  | 2016  | 2017  | 2018  | 2019  | 2020  |
| ↘3746 | ↘3651 | ↘3568 | ↘3503 | ↘3421 | ↘3401 | ↘3367 |
| 2021  | 2023  |       |       |       |       |       |
| ↘2911 | ↘2854 |       |       |       |       |       |

## Инфраструктура

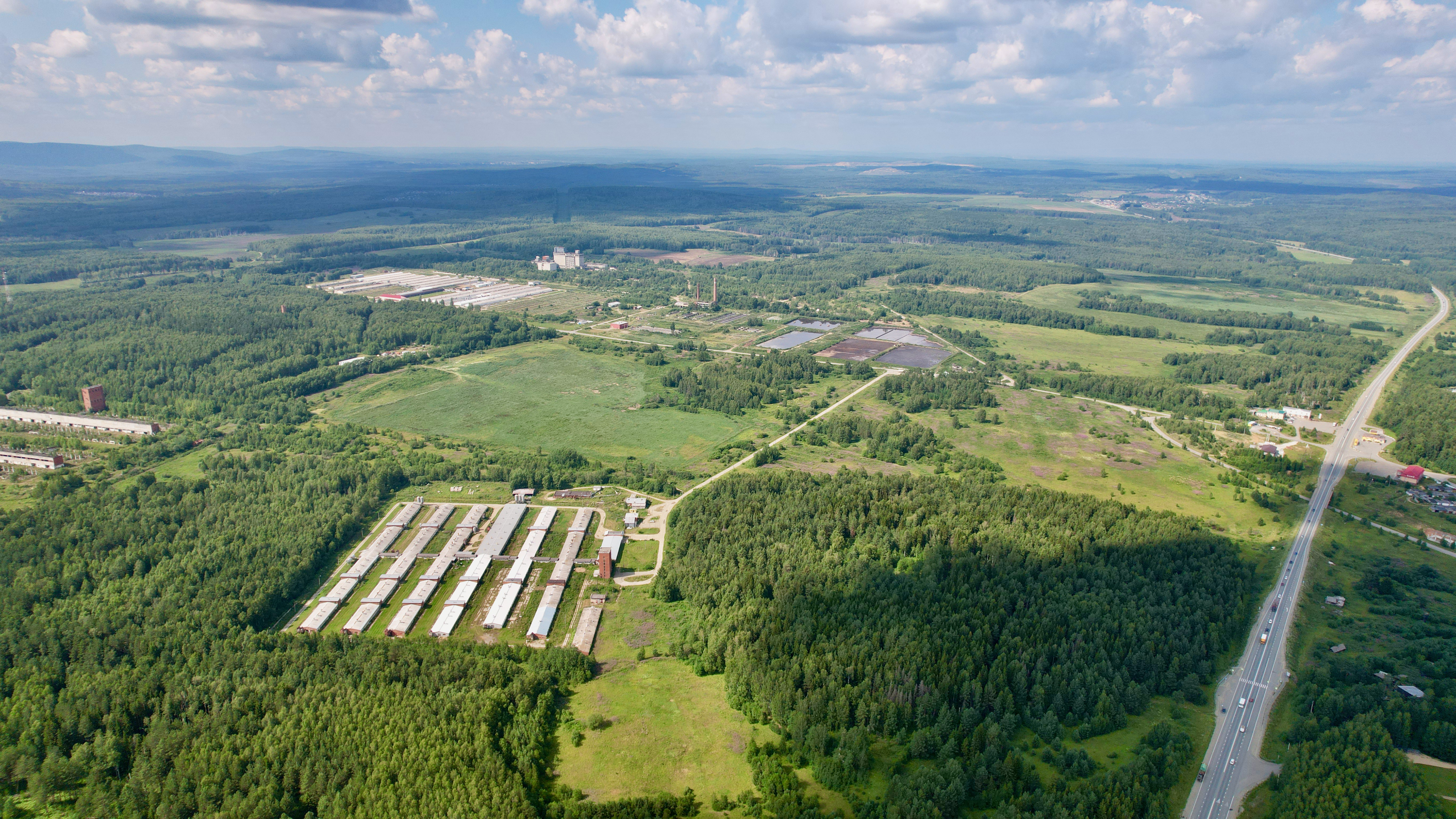
Агрокомплекс «Горноуральский»

Посёлок городского типа Горноуральский компактно застроен. Он состоит из трёх кварталов пятиэтажных домов брежневского типа. Южнее, в черте Горноуральского также строится коттеджный посёлок. К северу, к востоку через пруды и юго-востоку находится обширный частный сектор старинного уральского села Лая. В Горноуральском работают дом культуры, библиотека, поликлиника со станцией скорой помощи, детский комбинат, АТС, большая общеобразовательная школа, два детских сада, музыкальная и спортивная школы. В посёлке есть пожарная часть, полицейский участок, отделения «Почты России» и Сбербанка, работают несколько продуктовых и хозяйственных магазинов. До Горноуральского и Лаи можно добраться на пригородном автобусе из Нижнего Тагила либо на проходящих пригородных автобусах до сёл Малая Лая и Балакино. Также можно доехать на междугороднем автобусе в сторону Кушвы либо можно доехать на электричке до станции Лаи.

## Экономика
- ОАО «Лайский комбикормовый завод» (производство кормов для животных)
- ООО Агрокомплекс «Горноуральский» (ранее совхоз «Горноуральский», одно из крупнейших свиноводческих хозяйств СССР[источник не указан 1120 дней])